# 3 до н. е.

## Події
- Луцій Корнелій Лентул і Марк Валерій Мессала Мессалін обрані римськими консулами

## Народились
- 24 грудня — Сервій Сульпіций Ґальба, римський імператор 68 — 69.
- Плавція Ургуланілла — перша дружина Клавдія (орієнтовна дата).
- Емілія Лепіда — римська матрона, наречена імператора Клавдія, донька дружина і мати римських консулів (орієнтовна дата).